# Закон України «Про прокуратуру» (2014)
Закон України «Про прокуратуру» — Закон, прийнятий 14 жовтня 2014 року на заміну Закону «Про прокуратуру» 1991 року, що діяв двадцять чотири роки.
Закон визначає правові засади організації і діяльності прокуратури України, статус прокурорів, порядок здійснення прокурорського самоврядування, а також систему прокуратури України.
Ухвалення Закону мало на меті євроорієнтоване реформування органів прокуратури, зокрема щодо позбавлення прокуратури функції «загального нагляду». У розробці проєкту Закону, в цілому схваленого Венеційською комісією, брав участь радник Президента Януковича А. Портнов.
Серед інших новацій Закону — звуження повноважень прокурора щодо представництва в суді; вдосконалення організаційної структури органів прокуратури; доступ до професії прокурора та посилення гарантій незалежності прокурора; посилення ролі органів прокурорського самоврядування.
Закон голосувався за основу ще до зміни влади, а другому читанні та в цілому — вже після.
Спочатку передбачалося, що Закон мав набрати чинності через шість місяців з дня його опублікування (тобто 25 квітня 2015), проте згодом відтермінували до 15 липня 2015.
У 2015 році до Закону внесли зміни, пов'язані з утворенням Національного антикорупційного бюро України, Національного агентства з питань запобігання корупції, Спеціалізованої антикорупційної прокуратури.
У зв'язку з набуттям чинності Законом, у Генеральній прокуратурі України було скорочено три тисячі посад.

## Зміст
Закон складається з 94 статей у 13-ти розділах і додатку.
- Розділ I. Засади організації і діяльності прокуратури
- Розділ II. Організаційні основи системи прокуратури
- Розділ III. Статус прокурора
- Розділ IV. Повноваження прокурора з виконання покладених на нього функцій
- Розділ V. Порядок зайняття посади прокурора та порядок звільнення прокурора з адміністративної посади
- Розділ VI. Дисциплінарна відповідальність прокурора
- Розділ VII. Звільнення прокурора з посади, припинення, зупинення його повноважень на посаді
- Розділ VIII. Прокурорське самоврядування та органи, що забезпечують діяльність прокуратури
  - Глава 1. Загальні засади прокурорського самоврядування
  - Глава 2. Органи прокурорського самоврядування
  - Глава 3. Кваліфікаційно-дисциплінарна комісія прокурорів
- Розділ IX. Соціальне та матеріально-побутове забезпечення прокурора та інших працівників органів прокуратури
- Розділ X. Організаційне забезпечення діяльності прокуратури
- Розділ XI. Міжнародне співробітництво
- Розділ XII. Прикінцеві положення
- Розділ XIII. Перехідні положення

Додаток: Перелік і територіальна юрисдикція місцевих та військових прокуратур.